# Alexej Osipov
Alexej Ilijič Osipov (rusky Алексе́й Ильи́ч О́сипов; * 31. března 1938, Beljov) je ruský teolog, katecheta, publicista a misionář v Ruské pravoslavné církvi, zasloužilý profesor Moskevské duchovní akademie. Působí také jako moderátor na ruské televizní stanici Cargrad TV. Komise Svatého synodu odsoudila některé názory Alexeje Osipova v roce 2016.
Po ruské invazi na Ukrajinu v roce 2022 patří mezi její podporovatele, za což byl zařazen na ukrajinský sankční seznam 23. ledna 2023.